# Engelskundervisning i Sverige
Engelskundervisning i Sverige, engelska, innebär att man läser engelska i skolan.
Engelska blev ordinärt läroämne i apologistskolan 1839, och 1856 blev engelska obligatoriskt på gymnasiets reallinje.
I läroverken var engelska förr andra främmande språk efter tyska, men den 10 mars 1939 beslutade Sveriges regering att göra engelska till första främmande språk, vilket var genomfört i hela Sverige den 26 augusti 1946.
Under 1920- och 30-talen påbörjades försök med att läsa engelska i folkskolans högre avdelningar. Läsåret 1939/1940 lästes engelska som första främmande språk vid 20 allmänna läroverk, tre kommunala mellanskolor och tre kommunala flickskolor. Från läsåret 1941/1942 gjordes försök med engelska i folkskolans sjätte klass. Försöksundervisningen utvidgades under 1940-talet, och läsåret 1948/1949 läste några femteklasser och 22 sjätteklassare engelska. Engelska blev sedan 1952/1953 obligatoriskt från årskurs 5. Genom 1955 års undervisningsplan för folkskolan bekräftades engelskan som obligatoriskt skolämne.
Senare kom engelskundervisningen i folkskolan-enhetsskola-grundskolan att börja i årskurs 4, men åren 1969-1980 bedrevs engelskundervisning även i årskurs 3, genom EPÅL. Efter 1994 har man gått ännu längre ner i åldrarna. De flesta skolorna runt om i landet påbörjar sin engelska undervisning vid årskurs 3, men det finns skolor i Sverige som påbörjar engelskundervisning redan från årskurs 1 och årskurs 2.

### Fotnoter
1. ↑  Hult, F.M. (2012).  English as a transcultural language in Swedish policy and practice. TESOL Quarterly, 46, 230-257.
2. ↑  Hult, F.M. (2017). More than a lingua franca: Functions of English in a globalised educational language policy. Language, Culture and Curriculum, 30(3), 265-282.
3. ↑  Henrik Johansson: När engelskan tog kommandot i skolan, Arkiverad 28 mars 2007 hämtat från the Wayback Machine. Tvärsnitt, 2006-09-21. Läst 2014-01-27.
4. ↑  Hundra år i Sverige - 1939, Hans Dahlberg, Albert Bonniers, 1999
5. ↑  Sverige 1900-talet – Sverige mellan tyskt och amerikanskt, NE, Bra Böcker, 2000
6. ↑  Fredriksson, Viktor (1971). Svenska Folkskolans Historia VI Skolutvecklingen. sid. 427. Läst 16 maj 2019
7. ↑  Henrik Johansson (2004). ”När ENGELSKAN tog kommandot i skolan”. Tvärsnitt. Arkiverad från originalet den 28 mars 2007. https://web.archive.org/web/20070328002123/http://www.vr.se/huvudmeny/arkiv/2004/tvarsnittnr12004/narengelskantogkommandotiskolan.4.64fbca2110dabf7901b8000632.html. Läst 11 februari 2011.
8. ↑  Fredrik Björklund (25 februari 2016). ”Hur engelska blev vårt andra  språk”. Linköpings universitet. sid. 4. https://www.diva-portal.org/smash/get/diva2:1067628/FULLTEXT01.pdf. Läst 17 september 2020.
9. ↑  Louise Öhrvall (2009). ”DET SKA VARA ROLIGT OCH LEKFULLT Lärares tankar om engelskundervisning i år 1-3”. Högskolan i Borås. http://bada.hb.se/bitstream/2320/5280/1/Det%20ska%20vara%20roligt%20och%20lekfullt.pdf. Läst 9 december 2020.
10. ↑  ”LÄRARES UPPFATTNINGAR OM TIDIG UNDERVISNING I ÄMNET ENGELSKA”. DiVA. 25 februari 2019. https://www.diva-portal.org/smash/get/diva2:1334908/FULLTEXT01.pdf. Läst 21 januari 2024.